# Flora Stevenson

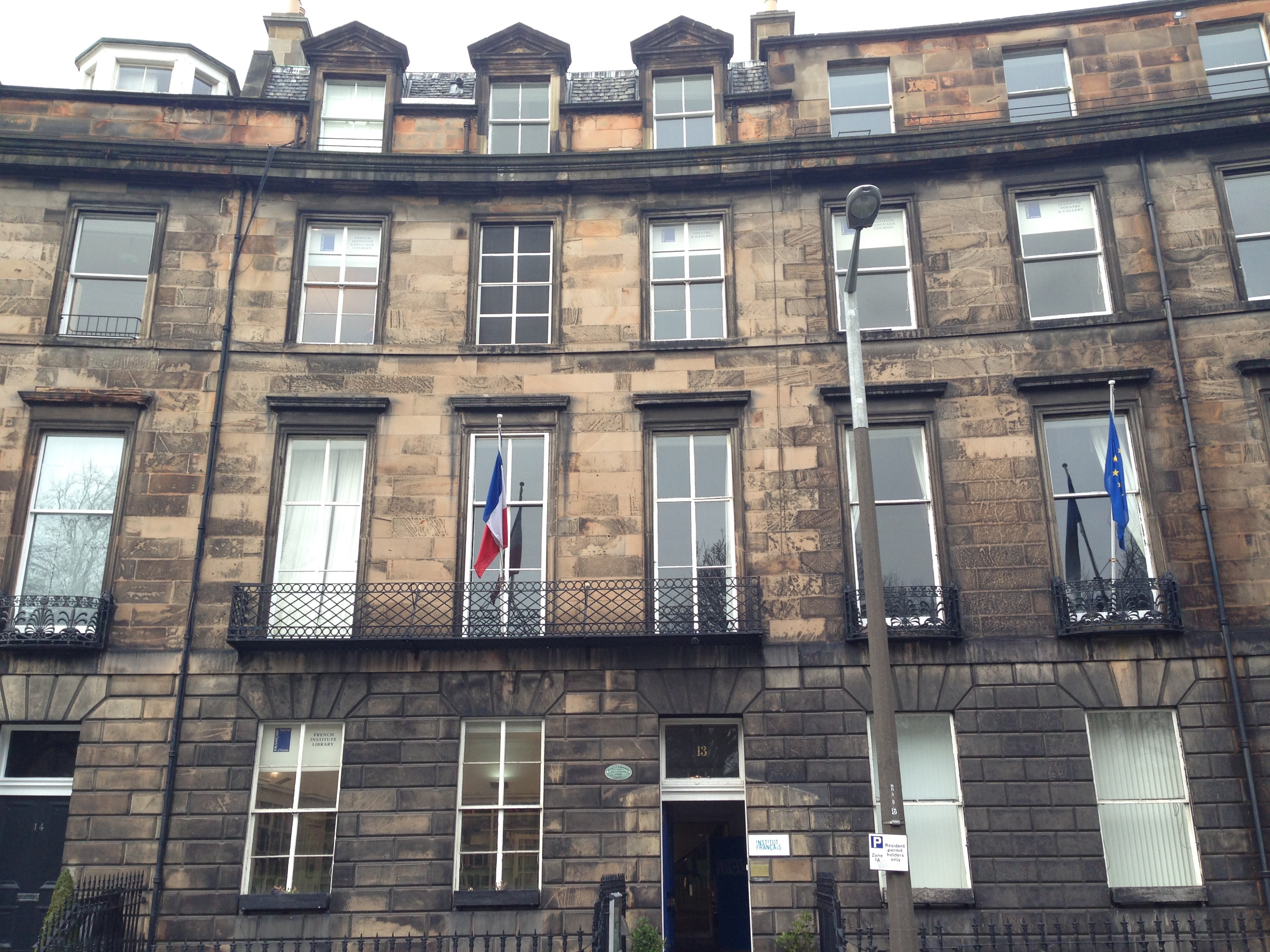
13 Randolph Crescent, Edimburgo

Flora Clift Stevenson (30 de octubre de 1839 - 28 de septiembre de 1905) fue una reformadora social británica con especial interés en la educación de los niños pobres o abandonados, y en la educación de las niñas y la igualdad de acceso a la universidad para las mujeres. Fue una de las primeras mujeres en el Reino Unido en ser elegida para una junta escolar.

## Trayectoria: sus primeros 30 años
Flora Clift Stevenson nació en Glasgow, siendo la hija menor de Jane Stewart Shannan (hija de Alexander Shannan, un comerciante de Greenock) y James Stevenson FRSE (1786 – 1866), un comerciante. Stevenson pertenecía a una gran familia que incluía a su compañera de campaña y hermana Louisa, el arquitecto John James Stevenson y el parlamentario James Cochran Stevenson. La familia se mudó a Jarrow en 1844 cuando James Stevenson se convirtió en socio de una planta química. Después de jubilarse, en 1854, la familia se mudó a Edimburgo poco antes de que muriera la señora Stevenson, y en 1859 se instalaron en una casa en el n.º 13 de Randolph Crescent. Louisa, Flora, Elisa Stevenson (1829 – 1904), una de las primeras sufragistas, una de las fundadoras de la Sociedad Nacional de Edimburgo para el Sufragio de la Mujer, y su hermana Jane Stevenson (1828 – 1904), que no participaba en estas actividades, pasarían el resto de sus vidas en esta residencia (la casa ahora lleva una placa a "mujeres exitosas").
Su primer proyecto educativo fue una clase de alfabetización vespertina para "niñas mensajeras" en su propia casa. Fue miembro activo de la Asociación de Edimburgo para mejorar la condición de los pobres y miembro del comité de las Escuelas Industriales Unidas de Edimburgo, organizando la educación en escuelas públicas para algunos de los niños con menos medios de la ciudad.
Ella y su hermana Louisa participaron en el movimiento para que se permitiera el acceso a la educación universitaria a las mujeres y, como miembros de la Asociación Educativa de Damas de Edimburgo, estuvieron en el primer curso de conferencias para mujeres impartido por el profesor David Masson en 1868.

## Trabajo para la junta escolar y otras causas

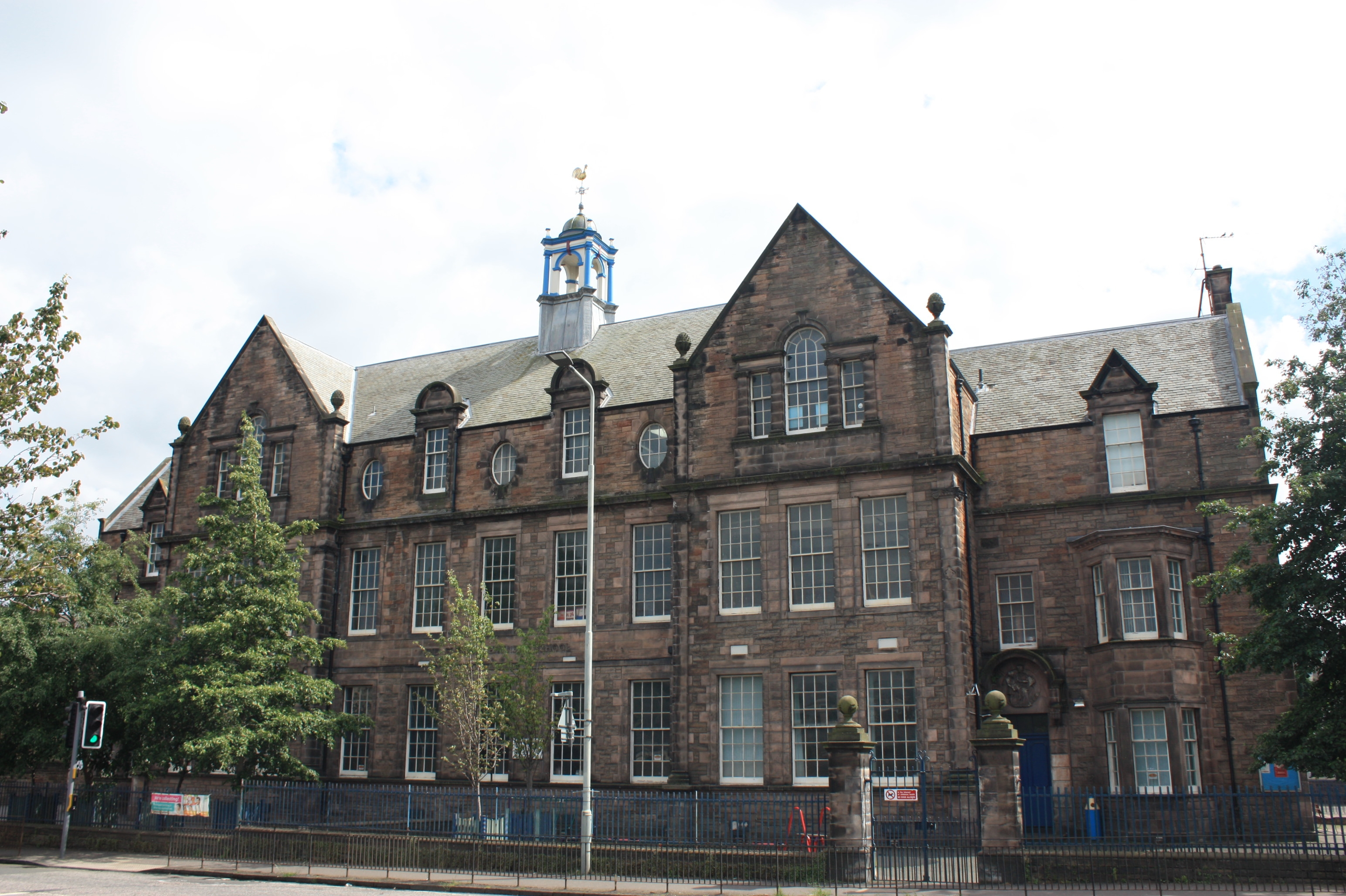
Escuela Flora Stevenson, Comely Bank Edimburgo por John Alexander Carfrae

La Ley de Educación (Escocia) de 1872 hizo posible que las mujeres formaran parte de las juntas escolares. El amigo de Stevenson, Henry Kingsley, le había dicho que ella "era exactamente el tipo de persona" que debería tener esta oportunidad. Fue una de las dos primeras mujeres en ser elegida (la otra fue Phoebe Blyth), y continuó en este cargo durante toda su vida, hasta convertirse finalmente en presidenta de la junta. Su experiencia en el trabajo con niños en situación de exclusión hizo que tan pronto como fue elegida comenzara a trabajar en un programa que ofrecía comida y ropa a cambio del compromiso de asistir a la escuela. Fue coordinadora del comité de asistencia durante muchos años y prestó declaración sobre este tema a un comité de educación en Escocia en 1887.
Ella creía firmemente en el valor de las escuelas industriales para los niños "delincuentes" y sus esfuerzos condujeron a la innovadora escuela industrial diurna (no residencial) en St John's Hill, en las afueras del casco antiguo de Edimburgo. En la década de 1890, participó en los planes para la Ley de Escuelas Industriales Diurnas (1893), el comité departamental de delincuentes juveniles de la Oficina Escocesa y un comité que asesoraba a la Oficina Escocesa sobre reformatorios para ebrios, designado por Lord Balfour.
Stevenson fue una firme defensora de la educación de buena calidad para las niñas. Ella desaprobaba que las niñas en las escuelas de Edimburgo pasaran cinco horas aprendiendo costura cada semana mientras los niños recibían otra formación, aunque promovió la Escuela de Cocina y Economía Doméstica de Edimburgo. Declaró en un periódico: "Por supuesto que las niñas de esta generación deben estar capacitadas para ser buenas 'amas de casa', pero que no se olvide que el bienestar de la familia depende igualmente del 'padre de casa'". También fue directora del Asilo de Ciegos.
Además del apoyo al sufragio femenino, los puntos de vista políticos de Stevenson incluían la creencia en la asistencia escolar impuesta por obligación, que consideraba la clave para mejorar la vida de los niños desfavorecidos, y su oposición a las comidas escolares gratuitas, que pensaba que deberían ser responsabilidad de los padres, con el apoyo de organizaciones benéficas cuando fuera necesario. Estos temas fueron abordados a veces en sus conferencias sobre temas educativos, que generalmente eran "recibidas cordialmente". Fue vicepresidenta del Sindicato Libre de Mujeres mientras la reforma arancelaria era un tema polémico, y también de la Asociación Unionista Liberal de Mujeres.
Estuvo involucrada en muchos otros proyectos sociales y organizaciones benéficas. Ella y Louisa pagaron a su sobrina, Alice Stewart Ker, para que estudiara medicina en Berna durante un año. Alice se convertiría en la decimotercera doctora británica.

## Reconocimientos y últimos años

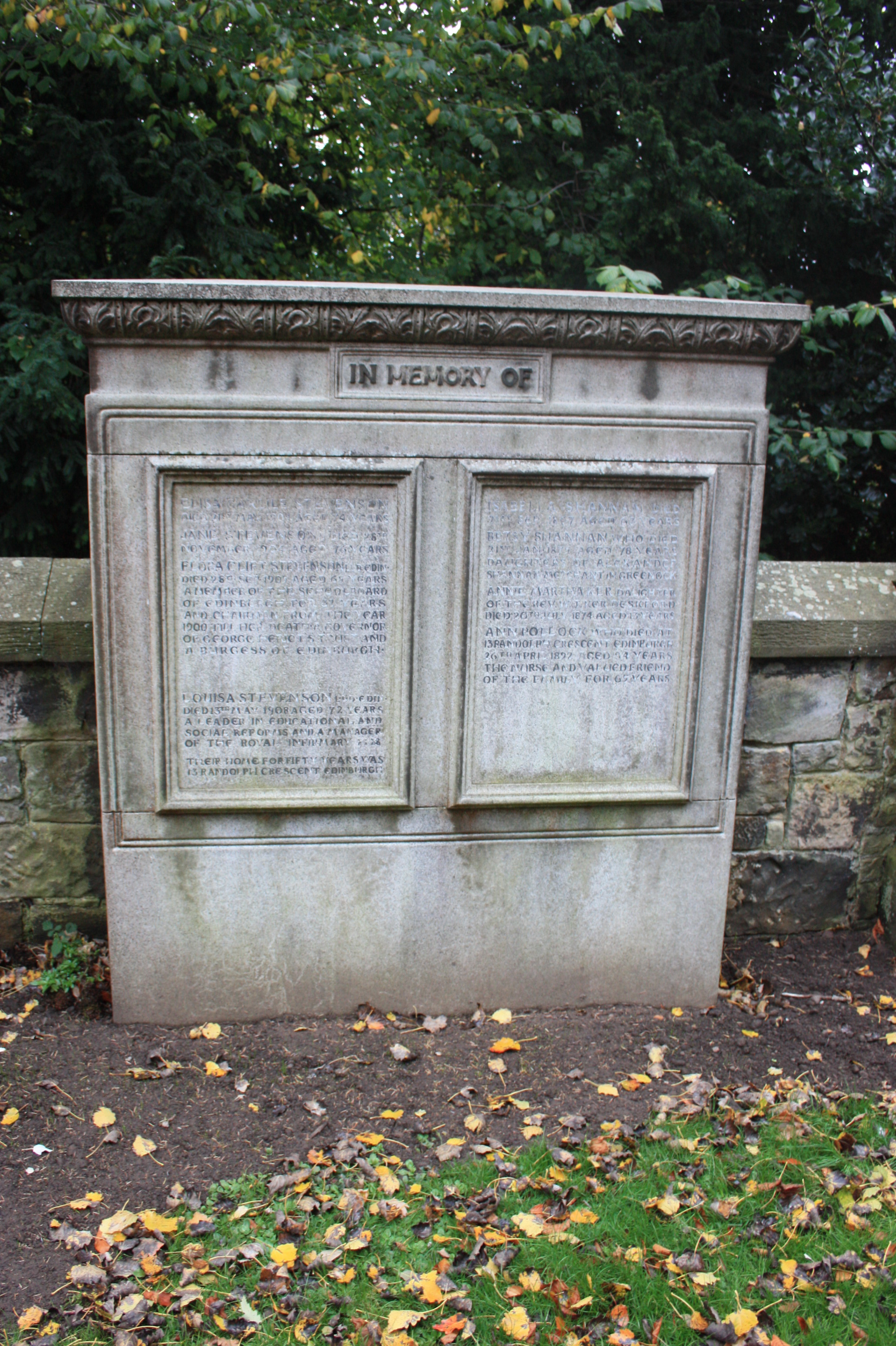
La tumba de Flora Stevenson, Dean Cemetery, Edimburgo

En 1899, una nueva escuela en Comely Bank, Edimburgo, recibió su nombre de ella, y continúa siendo conocida como la Escuela Primaria Flora Stevenson, e incluye los primeros años de la Escuela de Música de la Ciudad de Edimburgo. Los últimos años de su vida trajeron más reconocimientos: un doctorado honoris causa de la Universidad de Edimburgo en 1903, un retrato encargado por suscripción pública y pintado por Alexander Roche en 1904, la libertad de la ciudad de Edimburgo en 1905. Sus últimos años los pasó en su casa en el n.º 13 de Randolph Crescent en el West End de Edimburgo.
Estaba enferma y una operación en St Andrews no ayudó. Murió allí en su hotel y fue llevada de regreso a Edimburgo para un funeral y entierro en el cementerio Dean el 30 de septiembre de 1905, dos días después de su muerte. Las calles camino al cementerio se llenaron de muchos dolientes, incluidos dos o tres mil escolares.
Su tumba se encuentra en el muro fronterizo sur sobre la terraza sur. Sus hermanas y su madre yacen con ella. Su padre yace sobre su lado izquierdo.
En 2021, el Royal Bank of Scotland emitió un billete de £ 50 con el retrato de Stevenson.